# 1810 o ¡Los Libertadores de México!
1810 o Los Libertadores de México es una película de cine mudo bélica mexicana de 1916, dirigida y producida por Carlos Martínez Arredondo y Manuel Cirerol Sansores. Está protagonizada por Elena Vasallo de Bravo, Alfredo Varela, Carmen Beltrán, José Viñas, y Juan Cirerol Sansores. Es la primera película de larga duración producida en la historia de la cinematografía mexicana.

## Argumento
La trama ficticia de la película ocurre durante el inicio del movimiento de Independencia de México. En el año de 1810, una familia humilde conformada por la Madre Patria y sus tres hijos Carmen, Martín  y Lucas oculta a un indígena llamado Felipe, quien es perseguido por un intendente español y sus hombres, lo que provoca que los hermanos de Carmen sean encarcelados por encubrimiento. El intendente español se enamora de Carmen al conocerla, pero ella está enamorada de un joven de clase acomodada llamado Nicolás, quien le corresponde con su amor generando un triángulo amoroso en torno al cual girará la trama de la película.
Preocupado por la familia de la joven, Nicolás paga por la libertad de los hermanos de Carmen, mientras que el intendente español sigue con la obsesión que ella le ha generado.  En vista de los problemas ocurridos, la familia de Carmen llama al padrino de la joven, el cura Miguel Hidalgo y Costilla, para ayudar a la familia a recuperar la tranquilidad. Hidalgo advierte al intendente español que no se atreva a atentar contra Carmen y apela a la razón y la justicia. Sin embargo, el intendente hace caso omiso y rapta a la joven. Esta,  al no hacer caso a las insinuaciones de su raptor es llevada a la cárcel. Una vez encerrada, el intendente trata de abusar de la joven, quién es oportunamente rescatada por Felipe, el indígena que había protegido su familia antes. Felipe, apoyado por un guardia conspirador, saca a Carmen de la prisión, pero ambos son descubiertos y regresados a la prisión junto con Nicolás quién planeó la fuga.
Mientras tanto, ocurre el estallido de la Independencia de México debido a la denuncia de un traidor. El cura Miguel Hidalgo reúne hombres al toque de la campana de la iglesia de Dolores Hidalgo en Guanajuato y después toma la Alhóndiga de Granaditas, en donde aparece El Pípila incendiando sus puertas.
La película termina después de estos sucesos, donde los libertadores de México también logran liberar a Carmen y Nicolás. Ambos regresan a salvo a su hogar junto a la Madre Patria, dejando atrás la esclavitud mientras la Nueva España se está convirtiendo a cada instante en una nueva nación libre e independiente.

## Reparto
- Elena Vasallo como Carmen
- Alfredo Varela como Miguel Hidalgo y Costilla
- Carmen Beltrán como Madre Patria
- José Viñas como intendente español
- Manuel Cirerol como Lucas
- Armando Camejo como Nicolás
- Vicenta García Rey como Josefa Ortiz de Domínguez
- Max Silva como Corregidor Domínguez
- Felipe Bravo como Felipe, indígena
- José Pacheco como Ignacio Allende
- Virgilio Torres como Ignacio Aldama
- Felipe Bravo como el Pípila

## Producción
Luego de un par de ensayos fílmicos, Carlos Martínez de Arredondo y Juan Cirerol Sansores, dos jóvenes entusiastas del cine y la fotografía, comenzaron a planear su proyecto más ambicioso hasta esa fecha, una película basada en un tema de gran interés nacional: La Independencia de México. El argumento de la obra fue escrito por el dramaturgo Arturo Peón Cisneros y el rodaje se realizó en las haciendas de Tixcacal y Opichen. Para el rodaje se construyeron decorados de poco más de 80 metros de largo por 25 de alto con la finalidad de copiar la fachada de la Alhóndiga de Granaditas y de la iglesia de Dolores. Se confeccionó una gran cantidad de vestuarios para representar a los soldados españoles y se utilizaron cañones del museo local de Yucatán, así como también se utilizaron alrededor de 400 hombres de las tropas proporcionados por el entonces gobernador Salvador Alvarado. La producción se logró de manera satisfactoria pese a las dificultades técnicas como el montaje y desmontaje de los escenarios, la filmación de la película realizada con una sola cámara y las complicaciones para filmar las escenas que requerían ser tomadas de noche.
Según palabras del propio Martínez de Arredondo, su intención al hacer la película era algo más que solo presentarla en la manera común, ellos adaptaban a la película música especial con la colaboración del Fausto Pinelo y preparaban el foro donde la cinta se presentaba para recrear los ruidos incidentales necesarios y que todo culminara con el himno nacional ejecutado por una orquesta.

## Estreno

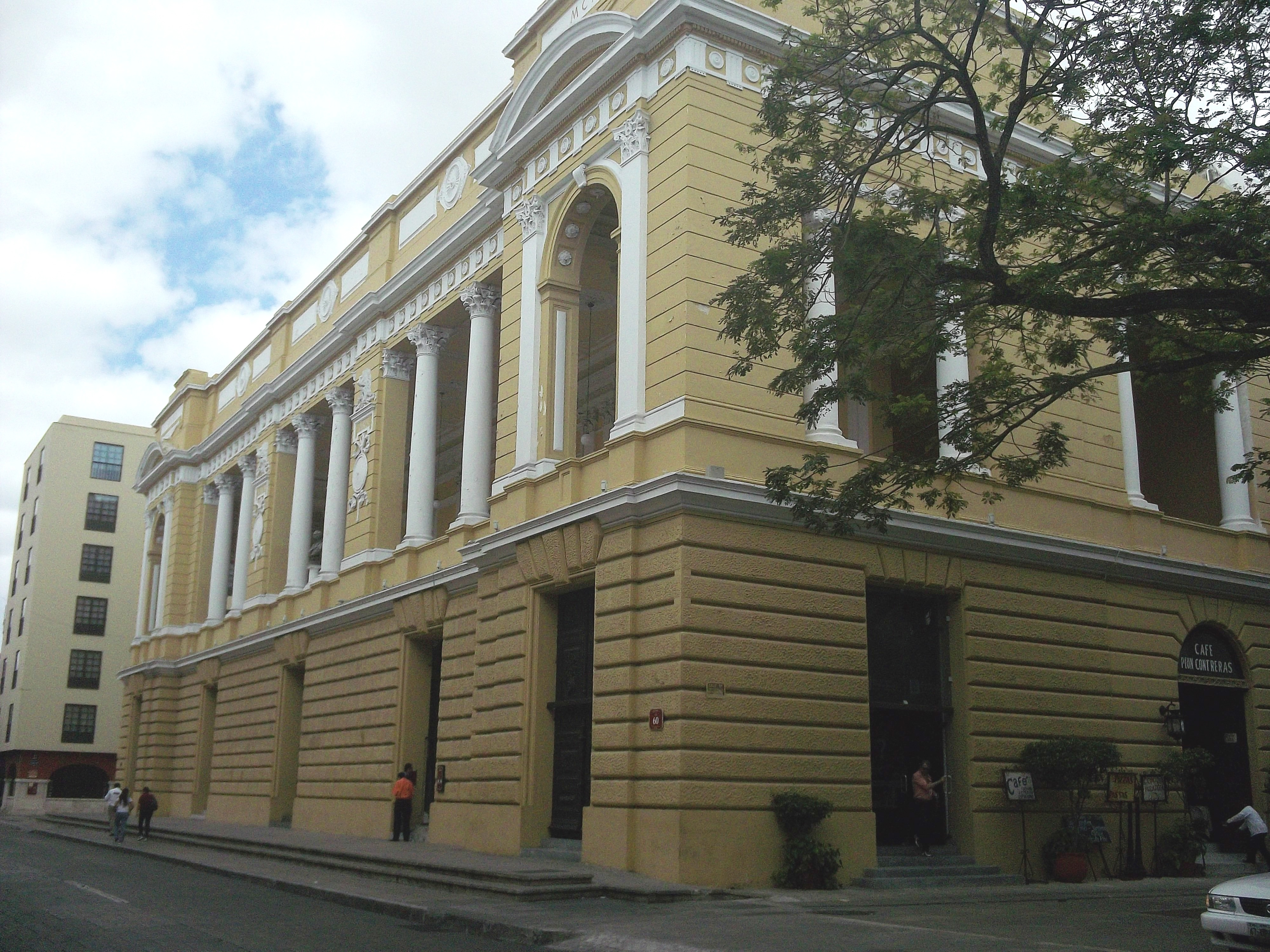
El Teatro Peón Contreras en Mérida Yucatán fue el lugar en donde se estrenó de la cinta el 27 de julio de 1916.

1810 o ¡Los Libertadores de México! se estrenó el 27 de julio de 1916 en el Teatro Peón Contreras, localizado en la ciudad de Mérida, Yucatán. Su lanzamiento fue un evento muy anunciado por la prensa de la época y su costo iba desde los 60 centavos a $18 Pesos. Debido al éxito que tuvo la cinta (en la crítica y en la taquilla) en su segunda exhibición el 29 de julio del mismo año se abrió la taquilla todo el día y se recomendaba acudir con anticipación por las entradas para evitar aglomeraciones. La película se presentaba en dos partes y era acompañada regularmente por otro evento. 
El 15 de septiembre de 1916, tuvo un segundo estreno en Ciudad de México en el Teatro Hidalgo.

## Recepción

### Crítica
El film tuvo un éxito sin precedentes que provocó la disputa entre empresarios por conseguirlo y exhibirlo en sus foros. La reseña de la cinta era en general muy similar: «El tema de la cinta es la Independencia de México, entrelazándose con episodios históricos que se relacionan con los mexicanos bajo el dominio español, y un asunto novelesco perfectamente bien desarrollado».
La película recorrió con gran renombre el territorio nacional y llegó a ser elogiada por publicaciones especializadas en cine de Estados Unidos. Los productores que distribuían cintas extranjeras en el país tenían que aplazar el estreno de sus películas en vez de una exhibirlas simultáneamente pues esto disminuía sus ingresos debido a la preferencia del público por la obra cinematográfica yucateca.

## Preservación
Es considerada como una película perdida, debido a que no se tienen registros de la existencia de alguna copia de esta producción.